# Edwin Liwa
Edwin Liwa (* 4. September 1900 in Mährisch Weißkirchen, Mähren, Österreich-Ungarn; † 21. Juli 1989 in Wien, Österreich) war in der Ersten Republik Österreichs ein Hauptmann des Österreichischen Bundesheeres.

## Leben und Wirken
Edwin Liwa rückte 1917 als Einjährig-Freiwilliger in die k.u.k. Armee ein. Am 12. März 1938, während des Anschlusses Österreichs an das nationalsozialistische Deutsche Reich war Liwa Kommandant des auf den Tiroler Fernpass entsandten 3. Bataillons des Wiener Infanterieregiments Nr. 4 Hoch- und Deutschmeister (Traditionsname). Liwa befolgte den Auftrag, deutsche Truppen an einem eventuellen Versuch die österreichische Staatsgrenze zu überschreiten zu hindern und erzwang damit bis zum 13. März, als auch ihn der Rückzugsbefehl erreichte, am Fernpass das Umkehren der deutschen Wehrmachtsverbände. Liwa soll erst auf Befehl seines vorgesetzten Kommandos die Stellung geräumt haben und war der „einzige österreichische Offizier, der der deutschen Wehrmacht 1938 den Einmarsch verwehrte“.
Liwa wurde am nächsten Tag wegen „Schädigungsabsicht gegenüber Nationalsozialismus, Verächtlichmachung Deutschlands“ vom Dienst suspendiert. Im November 1938 wurde er schließlich als Hauptmann in die Wehrmacht übernommen, wo er nach eigenen Angaben aufgrund seiner „Österreichgesinnung“ auch „gemaßregelt“ wurde und „jahrelange Zurücksetzung“ erfuhr.
Liwa war bis 1946 in amerikanischer Kriegsgefangenschaft. 1947 fand er nach „kameradschaftlichem Entgegenkommen“ eines ehemaligen Berufsoffiziers des Ersten
Bundesheeres  Anstellung als Bezirksernährungsinspektor, ab 1950 im Finanzministerium. Mit der Neugründung des Bundesministeriums für Landesverteidigung 1956 wechselte er als Beamter der Heeresverwaltung dorthin. Liwa wurde 1965 mit dem Titel „Hofrat“ pensioniert.
Er starb 1989 in Wien und ist auf dem Döblinger Friedhof begraben.
Liwas Sohn, Oberst Udo Liwa, war von 1981 bis 2003 Kommandant der Garde des Bundesheeres.